# باتل سيتي

صورة من المرحلة الأولى للعبة باتل سيتي

باتل سيتي وتُعرف أيضاً ب الدبابة 1990 أو الدبابة هي لعبة فيديو شوتم أب لنينتندو فاميلي كمبيوتر أُنتجت وطُورت بواسطة نامكو في 1985.
يجب على اللاعب في هذه اللعبة التحكم بدبابة ويدمر دبابات الخصم، التي تدخل لساحة اللعب في أعلى الشاشة. تحاول دبابات الخصم القضاء على قاعدة اللاعب، التي تظهر كعقاب أو عنقاء. ينجح اللاعب في تخطي المرحلة إذا دمر دبابات الخصم التي يبلغ عددها 20 دبابة في كل مرحلة، بينما تنتهي اللعبة إذا دُمرت قاعدة اللاعب أو خسر اللاعب جميع حيواته.

## طريقة اللعب
تحتوي باتل سيتي على 35 مرحلة، وتكون مساحة ساحة القتال في اللعبة 13 وحدة في 13 وحدة، تحتوي كل مرحلة على أنواع مختلفة من الأراضي والعوائق. تشمل هذه حوائط الطوب التي تتدمر بطلقات اللاعب أو الخصم، حوائط الفولاذ التي تتدمر بطلقات دبابة اللاعب إذا أخذ 3 نجوم قوة، الشجيرات التي يمكن للدبابات الاختباء تحتها، الجليد الذي يُصعب التحكم بالدبابة لانزلاقها عليه، والبحيرات التي لايكمن للدبابات تجاوزها. لدى الخصم، أربع أنواع من الدبابات. يزداد التحدي في المراحل التالية حيث قد تناور لإشغال اللاعب عن قاعدته فتذهب لتدمير القاعدة. هناك عدة أنواع من القوى المساعدة، فرمز الدبابة يعطي حياة إضافية، ورمز النجمة يطور دبابة اللاعب (نجمة واحدة تجعل طلقة الدبابة أسرع، نجمتان تجعل طلق رصاصتان متتاليتان ممكنناً، ثلاث نجمات تجعل تدمير الفولاذ ممكنناً)، رمز القنبلة يدمر جميع دبابات الخصم الموجودة في ساحة اللعب، رمز الساعة تجمد دبابات الخصم لمدة قصيرة، رمز المسحاة أو المجرفة يحيط القاعدة بالفولاذ لحمايته لمدة قصيرة، رمز الدرع يحمي اللاعب من الطلقات لمدة قصيرة.
باتل سيتي هي من أول الألعاب التي تسمح للاعبين أن يلعبا معاً، حيث يحمي اللاعبان قاعدتهما، وإذا أطلق واحد على صديقه فإن دبابته لاتتدمر لكنها تنشل حركتها لمدة قصيرة ولكن أيضاً بإمكانها التسديد.
باتل سيتي هي أول لعبة في الفاميكوم تسمح للاعب أن يعدل المرحلة ويصنع لها عوائق كما يريد، لكن التغييرات لن تحفظ.